# Rafael Mitjana y Gordón
Rafael Mitjana y Gordón (Málaga, 1869 - Estocolmo, 1921) fue un musicólogo, crítico musical, compositor y diplomático español. 
Cursó estudios musicales en su ciudad natal con Eduardo Ocón Rivas que luego continuaría con Felipe Pedrell en Madrid y con Saint-Saëns en París. Tras licenciarse en derecho, ejerció como diplomático en Italia, Marruecos, Holanda, Suecia, Rusia y  Turquía. En 1895 publicó su primera monografía: Sobre Juan del Encina, músico y poeta, resultado de sus investigaciones en el archivo de la Catedral malacitana. Mitjana es principalmente conocido por haber divulgado la aparición, en 1907 en la Biblioteca de la Universidad de Upsala (Suecia), del Cancionero de Upsala, como el propio MItjana quiso que se le llamara. Se trata de una colección de 56 canciones de diversos compositores españoles de los siglos XV y XVI, publicada por Scotto en Venecia en 1556.
Rafael Mitjana falleció en Estocolmo, siendo ministro residente en esta capital, el 15 de agosto de 1921.
Su apellido, Mitjana, da nombre a una plaza ubicada en el centro histórico de Málaga.